# Języki bantu S

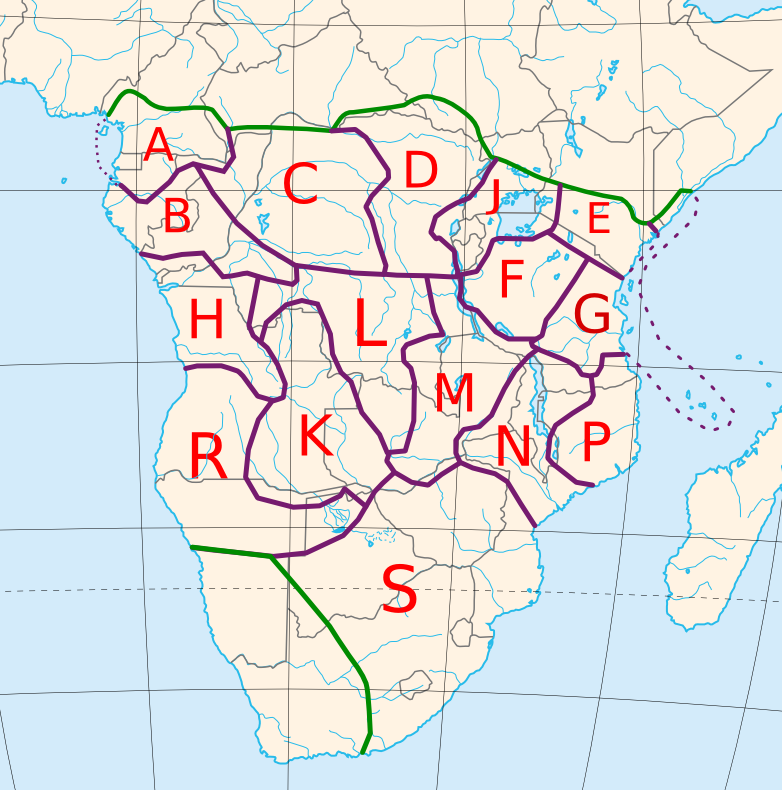
Klasyfikacja języków bantu według Gurthiego.

Języki bantu S – grupa geograficzna języków bantu z wielkiej rodziny języków nigero-kongijskich. Wchodzi w skład grupy języków bantu centralnych. Swoim zasięgiem języki bantu S obejmują południową Zambię, Zimbabwe, Botswanę, Mozambik, Południowa Afryka, Suazi oraz Lesotho.

## Klasyfikacja
Poniżej przedstawiono klasyfikację języków bantu S według Guthriego zaktualizowaną przez J.F. Maho. Klasyfikacja Ethnologue bazuje na klasyfikacji Guthriego, jednak odbiega od niej znacznie, m.in. stosuje inny kod – trzyliterowy oparty na ISO 639 i inaczej grupuje języki.

### S10Języki shona
S11-15 ≈ S10 język shona – chishona
S11 korekore, włączając tavara, szangwe, gova i budya
S12 zezuru, włączając shawasha, harava, gova i hera
S13 manyika, włączając tewe i hungwe
S14 karanga, włączając duma, govera, mhari i nyubi
S15 ndau – „Sofala”, włączając garwe, danda i shanga
S16 kalanga – ikalanga, zachodni shona
S16A dialekt kalanga właściwy
S16B nambya – nanzwa
S16C dialekt lilima – humbe
S16D dialekt nyai – rozvi
S16E dialekt lemba – remba
S16F dialekt lembethu – rembethu
S16G dialekt twamamba – xwamamba
S16H dialekt pfumbi
S16I dialekt ja(w)unda
S16J dialekt romve †
S16K dialekt peri †
S16L dialekt talahundra †

### S20Języki venda
S21 język venda – tshivenda
S21 phani
S21B ilafuri – zachodni venda
S21C manda – środkowy venda
S21D mbedzi – wschodni venda
S21E tavhatsindi
S21F ronga – południowo–wschodni Venda

### S30Języki sotho-tswana
S301 phalaborwa
S302 kutswe
S303 pai
S304 pulana
S31 tswana – setswana
S31a dialekt środkowy tswana, włączając rolong i ngwaketse
S31b dialekt wschodni tswana, włączając kgatla i tlokwa
S31c dialekt północny tswana, włączając tawana, ngwato i kwena
S31d zob.S311
S31E dialekt południowy tswana, włączając thlaping i thlaro
S311 (dawn. S31d) kgalagadi – sekgalagadi, qhalaxari
S32 północny sotho – sesotho sa Leboa, sepedi
S32a dialekt pedi – masemola, tau, koni
S32b dialekt lobedu – kgaga
S32C dialekt gananwa – tlokwa
S32D dialekt kopa – ndebele-sotho
S32E birwa
S32F tswapong
S33 południowy sotho – sesotho
S30 – nowe języki:
S30A Pretoria-sotho

### S40Języki nguni
S401 stary mfengu – fingo †
S402 bhaca – baca
S403 hlubi
S404 phuti
S405 nhlangwini
S406 lala †
S407 ndebele – isikhethu, „południowy ndebele z Transwalu”, włączając nrebele i ndzundza
S408 sumayela ndebele – „północny ndebele z Transwalu”
S41 xhosa – isixhosa, „kaffir”
S41A dialekt mpondo – pondo
S41B dialekt xesi
S41C dialekt bomwana
S41D dialekt gaika
S41E dialekt gcaleka
S41F dialekt thembu
S41G dialekt mpondomise
S41H dialekt ndlambe
S41I dialekt hlubi
S42 zulu – isizulu
S42A dialekt KwaZulu-Natal zulu
S42B dialekt Transvaal zulu
S42C dialekt qwabe
S42D dialekt cele
S43 swati – swazi, siswati, ngwane
S44 ndebele w Zimbabwe – sindebele
S40 – nowe języki:
S40A fanagalo – „Basic Bantu”, „Kitchen Kafir”, włączając chikabanga (Zambia) i chilapalapa (Zimbabwe)
S40B iscamtho
S40C shalambombo – salambom †

### S50Języki tswa-ronga
S51 tswa – xitswa
S51A dzibi
S51B dzonga
S511 hlengwe
S52 zob. S53
S53 changana – xichangana, tsonga
S53A dialekt xiluleke
S53B dialekt n’walungu
S53C dialekt hlave
S53D dialekt nkuna
S53E (dawn. S52) gwamba
S53F dialekt nhlanganu
S53G dialekt djonga – jonga
S53H dialekt bila
S54 ronga – xironga, włączając konde, ssonga i xonga
S50 – nowe języki:
S50A Pretoria-tsonga

### S60Języki copi
S61 copi – cicopi
S611 lenge ?†
S62 tonga – gitonga, shengwe